# Брамея далекосхідна
Брамея дальньосхідна (Brahmaea certhia) — вид нічних метеликів з родини брамеєвих.
Зустрічається на території Росії, а саме в Примор'я та Середньому Приамур'я. Вузькопоширений ендемік. Гусениця брамеї дальньосхідної годується на бузку дальньосхідному, ясені маньчжурському, бирючині, обертається в лялечку у ґрунті.

## Галерея

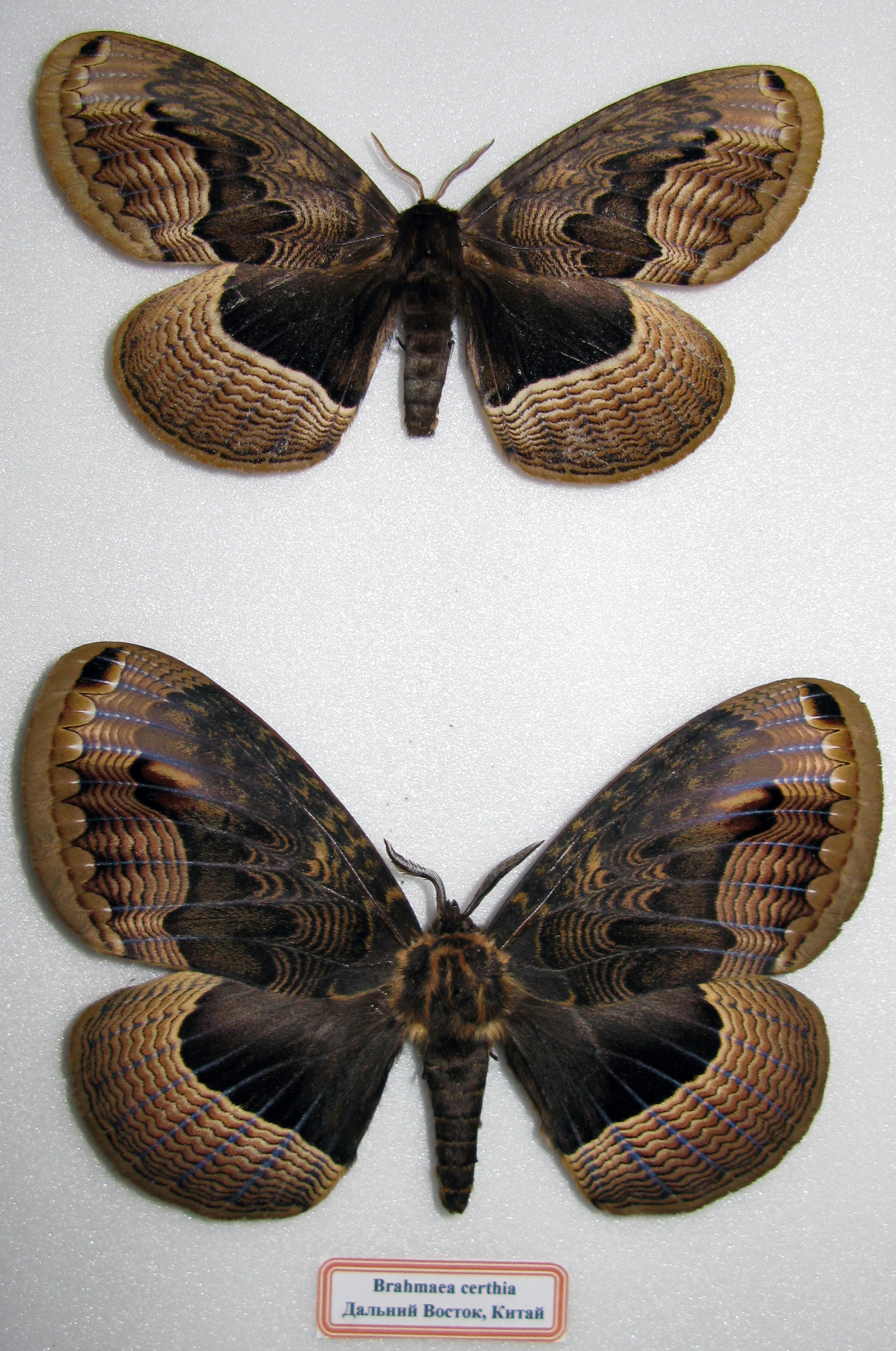